# Andrzej Słowik
Andrzej Eugeniusz Słowik (ur. 30 sierpnia 1949 w Łodzi) – polski działacz związkowy i polityk, opozycjonista i więzień polityczny w okresie PRL, w latach 1992–1993 wiceminister pracy i polityki socjalnej.

## Życiorys
W 1966 został absolwentem zawodowej szkoły piekarniczej. Pracował w zakładach odzieżowych (do 1973) i jako kierowca Miejskiego Przedsiębiorstwa Komunikacyjnego w Łodzi (do 1981). Od 1977 do 1981 był członkiem PZPR.
W okresie wydarzeń sierpniowych w 1980 brał udział w strajku w swoim zakładzie pracy. We wrześniu tego samego roku wstąpił do „Solidarności”. Przewodniczył MKZ Ziemi Łódzkiej i następnie zarządowi Regionu Ziemia Łódzka NSZZ „S”, reprezentował związek na I Krajowym Zjeździe Delegatów w Gdańsku, gdzie został wybrany do komisji krajowej, a następnie do jej prezydium. W lipcu 1981 wraz z Grzegorzem Palką i Jerzym Kropiwnickim należał do organizatorów marszu głodowego w Łodzi. W grudniu 1981, po wprowadzeniu stanu wojennego i wydaniu wraz z Jerzym Kropiwnickim wezwania do strajku, został tymczasowo aresztowany. Skazano go początkowo na karę 4 lat i 6 miesięcy pozbawienia wolności, którą w wyniku rewizji podwyższono do 6 lat. W trakcie osadzenia razem z Jerzym Kropiwnickim prowadził trwającą 57 dni głodówkę, w trakcie której był przymusowo dokarmiany. Zwolniono go w lipcu 1984 w związku z amnestią. W połowie lat 80. wyjechał na pewien czas nielegalnie za granicę, prowadził rozmowy z przedstawicielami międzynarodowych organizacji związkowych. W 1986 organizował opozycyjne wobec RKW Ziemi Łódzkiej struktury podziemne związku, w 1988 stanął na czele tajnej regionalnej komisji NSZZ „S”. Pod koniec lat 80. pracował jako taksówkarz, w 1989 ponownie zatrudniony w MPK w Łodzi.
Po ponownym zarejestrowaniu związku do 1992 przewodniczył zarządowi regionu. Od 1992 do 1993 zajmował stanowisko wiceministra pracy i polityki socjalnej w rządach Jana Olszewskiego i Hanny Suchockiej. Później był kierownikiem Zakładu Przewozu Osób Niepełnosprawnych działającego w MPK w Łodzi.
W 1991 bez powodzenia kandydował do Senatu. Ponownie do izby wyższej polskiego parlamentu startował w wyborach w 1997 z ramienia Ruchu Odbudowy Polski w województwie łódzkim. Od 2001 pracował jako kierowca w ambasadach RP w Australii i Kanadzie.
Wszedł w skład komitetu wspierającego kandydaturę Karola Nawrockiego na prezydenta RP w wyborach w 2025.

## Odznaczenia
W 1990 prezydent RP na uchodźstwie Ryszard Kaczorowski odznaczył go Krzyżem Kawalerskim Orderu Odrodzenia Polski. W 2006 prezydent RP Lech Kaczyński nadał mu Krzyż Komandorski tego orderu. W 2015 otrzymał Krzyż Wolności i Solidarności.